# Nelly fra de skumle Gyder
Nelly fra de skumle Gyder er en amerikansk stumfilm fra 1917 af John W. Noble.

## Medvirkende
- Mae Marsh som Nell
- Robert Harron som Ned Morris
- Dion Titheradge som Carlo
- James A. Furey som Harbost
- Edward See som Cobbler